# Lloyd’s Coffee House
Кофейня Ллойда была важным местом встречи в Лондоне в XVII и XVIII веках.
Кофейня была открыта Эдвардом Ллойдом (ок. 1648 — 15 февраля 1713 года) на Тауэр-стрит в 1686 году. Заведение было популярным местом, в котором собирались моряки, торговцы и судовладельцы. Для них Ллойд собирал и предоставлял надёжные новости о кораблях и о перевозках по морю. В кафе образовалось сообщество, причастное к судостроению и морским перевозкам индустрии и деловые люди часто посещали это место, чтобы обсудить вопросы морского страхования, маклерства судов и внешней торговли. Сделки, которые имели место, привели к созданию страхового рынка Lloyd’s of London, Регистра Ллойда и несколько связанных с ним транспортных и страховых компаний.
Кафе переехало на Ломбард-стрит в декабре 1691 года. Ллойд установил в новом помещении трибуну, с которой объявлялись цены на морских аукционах и новости о судоходстве. Здесь проводились аукционы, лоты которых часто включали суда и судоходство. С 1696 – 1697 Ллойд также экспериментировал с публикацией газеты, «Lloyd’s News», сообщая о графике движения судохов и о страховых соглашениях, заключённых в кофейне. В 1713 году, перед смертью Эдварда Ллойда, он дополнил свое завещание распоряжением передать кофейню в аренду своему главному официанту Уильяму Ньютону, который затем женился на одной из дочерей Ллойда, Хэнди. Через год Ньютон умер, а Хэнди впоследствии вышла замуж за Сэмюэля Шеппарда. Хэнди умерла в 1720 году, а Шеппард — в 1727 году, оставив кофейню своей сестре Елизавете и ее мужу Томасу Джеймсону. В 1734 году Джеймсон возобновил под новым заглавием, «Lloyd’s List», издание газеты, выходившей раннее под заголовком «Lloyd’s News». В этой газете до 1774 года продолжались обсуждаться вопросы страхования, а затем страховщики образовали комитет и перешли на Королевскую биржу на Корнхилл под названием «Society of Lloyd’s».

## Следы кофейни
Оригинальный фасад XVII века кофейни «Lloyd’s Coffee House» принадлежит в настоящее время рынку страхования «Lloyd's of London», а в 2011 году был временно перестроен для экспонирования в Национальном морском музее. Синяя табличка на Ломбард-стрит ознаменовывает второе местоположение кофейни (в настоящее время занимаемое на уровне земли супермаркетом «Sainsbury’s»). Это было обыграно в фильме 1936 года «Lloyd’s of London».

## Организации, названные в честь кофейни
Ниже приведен список организаций, названных в честь кофейни Ллойда:
- Австрийский Ллойд:
  - «Österreichischer Lloyd» : австрийская крупная средиземноморская судоходная компания, основанная в 1833 году, которая после Первой мировой войны стала называться «Lloyd Triestino»
  - Austrian Lloyd Ship Management : кипрская компания, основанная в 1991 году
- Germanischer Lloyd, Германия
- Хапаг-Ллойд, транспорт, Германия
- Хапаг-Ллойд Экспресс, авиакомпания, Германия
- Хапаг-Ллойд Flug, авиакомпания, Германия
- Lloyd Aéreo Boliviano, авиакомпания, Боливия
- Lloyd’s List и Lloyd’s List Intelligence (ранее MIU Ллойда), судоходные новости, Лондон
- Lloyd’s of London, страховая компания, Лондон и сеть агентств Lloyd’s Agency, которую они создали
- Регистр Ллойда, услуги по оценке и снижению рисков, а также сертификация систем менеджмента (первоначально морской), Лондон
- Norddeutscher Lloyd, Shipping, Германия, и Lloyd (автомобиль), созданный дочерней компанией, и верфь Lloyd Werft, которой они также владеют
- P &amp; O Nedlloyd (включая компанию судоходства Nedlloyd)
- Delta Lloyd Group (основанная в 1854 году страховая компания Nedlloyd)

Lloyds Bank и связанные с ним организации не названы в честь Лондонской кофейни; Банк был основан в Бирмингеме Сэмпсоном Ллойдом.